# St.-Anna-Kirche (Jerusalem)

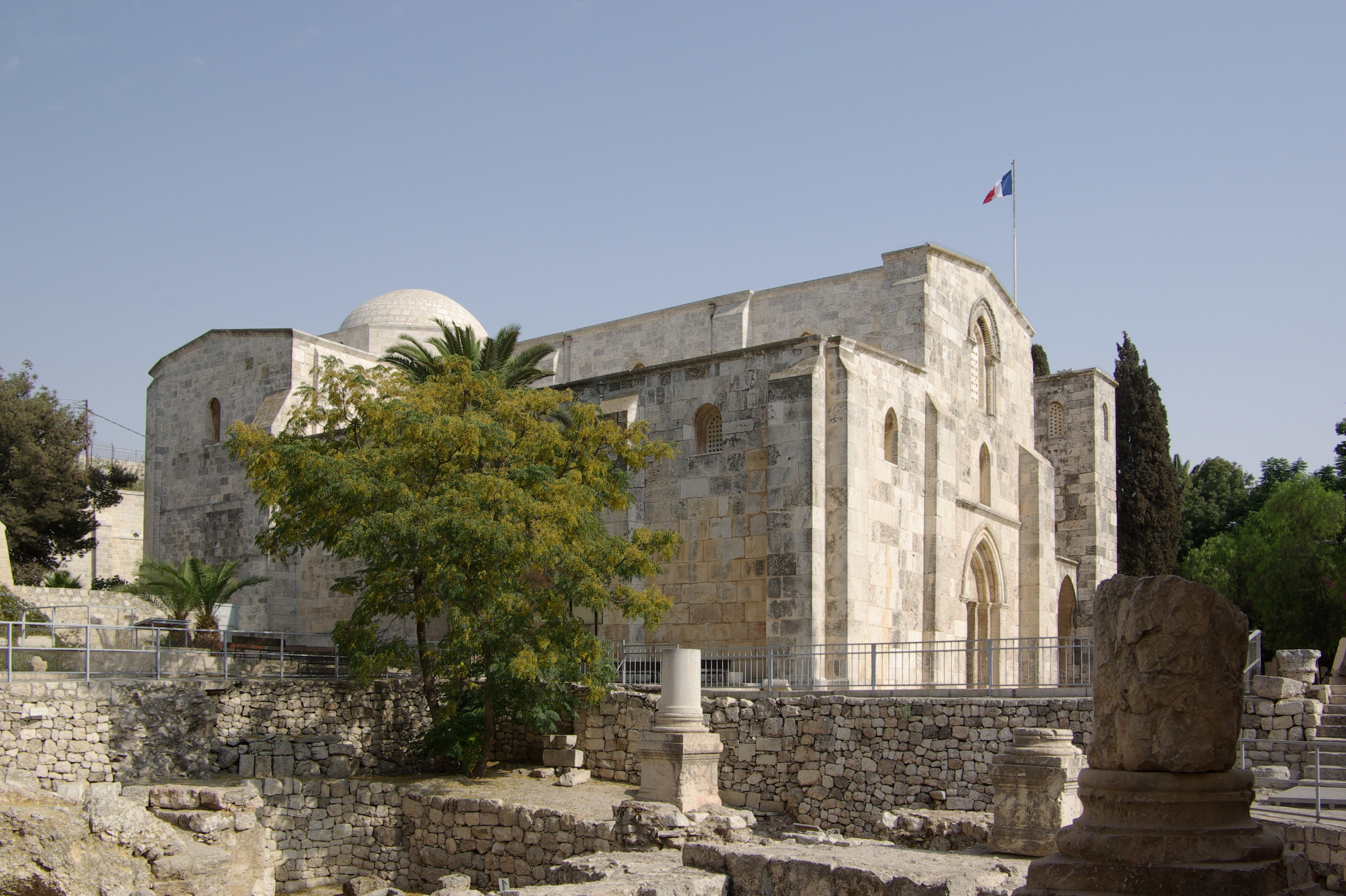
St.-Anna-Kirche

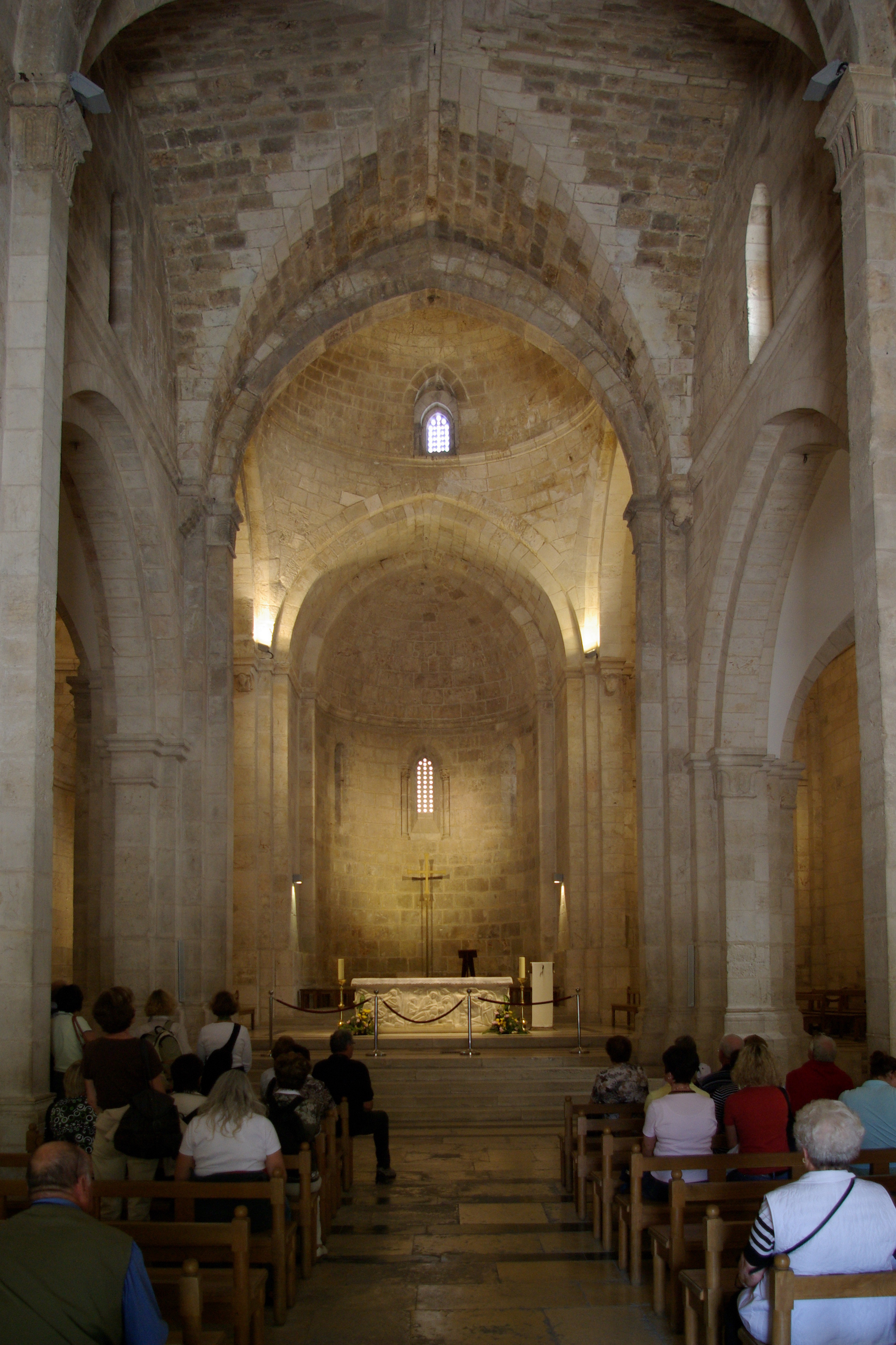
Innenansicht

Die St.-Anna-Kirche (auch: St.-Annen-Kirche) ist ein römisch-katholisches Kirchengebäude in der Altstadt von Jerusalem, die sich in der Nähe des Löwentores und neben dem Bethesda-Teich befindet. Sie trägt den Titel einer Basilica minor und wird von Frankreich verwaltet.

## Geschichte
Die Kirche steht an der Stelle einer byzantinischen Vorgängerkirche, die Aelia Eudocia zu Ehren Marias errichten ließ. Diese Kirche wurde im Jahr 614 von den Persern zerstört, doch schon bald darauf wiederaufgebaut. Wie auch andere christliche Stätten Jerusalems ließ der Fatimiden-Kalif al-Hakim 1009 diese Kirche zerstören.
Das jetzt noch zu sehende Gebäude wurde von Avda, der Witwe Balduins I., im Jahr 1142 erbaut, weil man neben dem Bethesda-Teich die Wohnung von Joachim und Anna, den Eltern Marias, vermutete. Nach der Eroberung Jerusalems durch Sultan Saladin war die Kirche ab 1192 eine Koranschule. 1856 übergab Sultan Abdülmecid das Gebäude als Dank für die Unterstützung des Osmanischen Reiches im Krimkrieg an Napoleon III. Damals befand sich der Bau allerdings in einem beklagenswerten Zustand. Die Türken hatten geglaubt, dass der Ort verhext sei, und der türkische Gouverneur hatte die Kirche als Pferdestall benutzt. Der Unrat, der sich im Innern angesammelt hatte, reichte fast bis unters Dach. Wenn man die Fassade der Kirche genauer betrachtet, bemerkt man, dass die Wände leicht geneigt sind – ein Hinweis auf die von den Strebepfeilern nicht hinreichend abgeleiteten Gewichte der Gewölbe. Die französische Regierung beauftragte die Architekten Honoré Daumet und Christophe Édouard Mauss (1829–1914) mit der Restaurierung. Dabei wurde das Gebäude auch von Einbauten aus der Zeit der profanen Nutzung befreit. Die Kirche wurde dann von der französischen Regierung den Weißen Vätern mit dem Auftrag übertragen, sich um diese Stätte und die Pilger zu kümmern. Ab 1878 führten diese dort auch das Seminar für den Klerus der griechisch-melchitischen Kirche. Seit 1967 wird Sankt Anna von den Weißen Vätern als spirituelles Zentrum genutzt.
Das Bauwerk hat sich bis heute seine ursprüngliche, strenge Schönheit bewahrt und ist ein Zeugnis der Baukunst des 12. Jahrhunderts, wahrscheinlich die schönste noch erhaltene romanische Kirche in ganz Jerusalem. Der neue Hochaltar der dreischiffigen Pfeilerbasilika wurde 1954 vom französischen Bildhauer Philippe Kaeppelin angefertigt. Auf ihm sind die Verkündigung Mariä, die Geburt Christi und die Kreuzabnahme dargestellt.
Das Kircheninnere ist bekannt für den lang anhaltenden Nachhall. Im rechten Seitenschiff führt ein Abgang zu einer unterirdischen Grotte, wo die Geburtsstätte Marias, der Mutter Jesu von Nazaret, verehrt wird.